# Мумии гуанчей из Некочеа

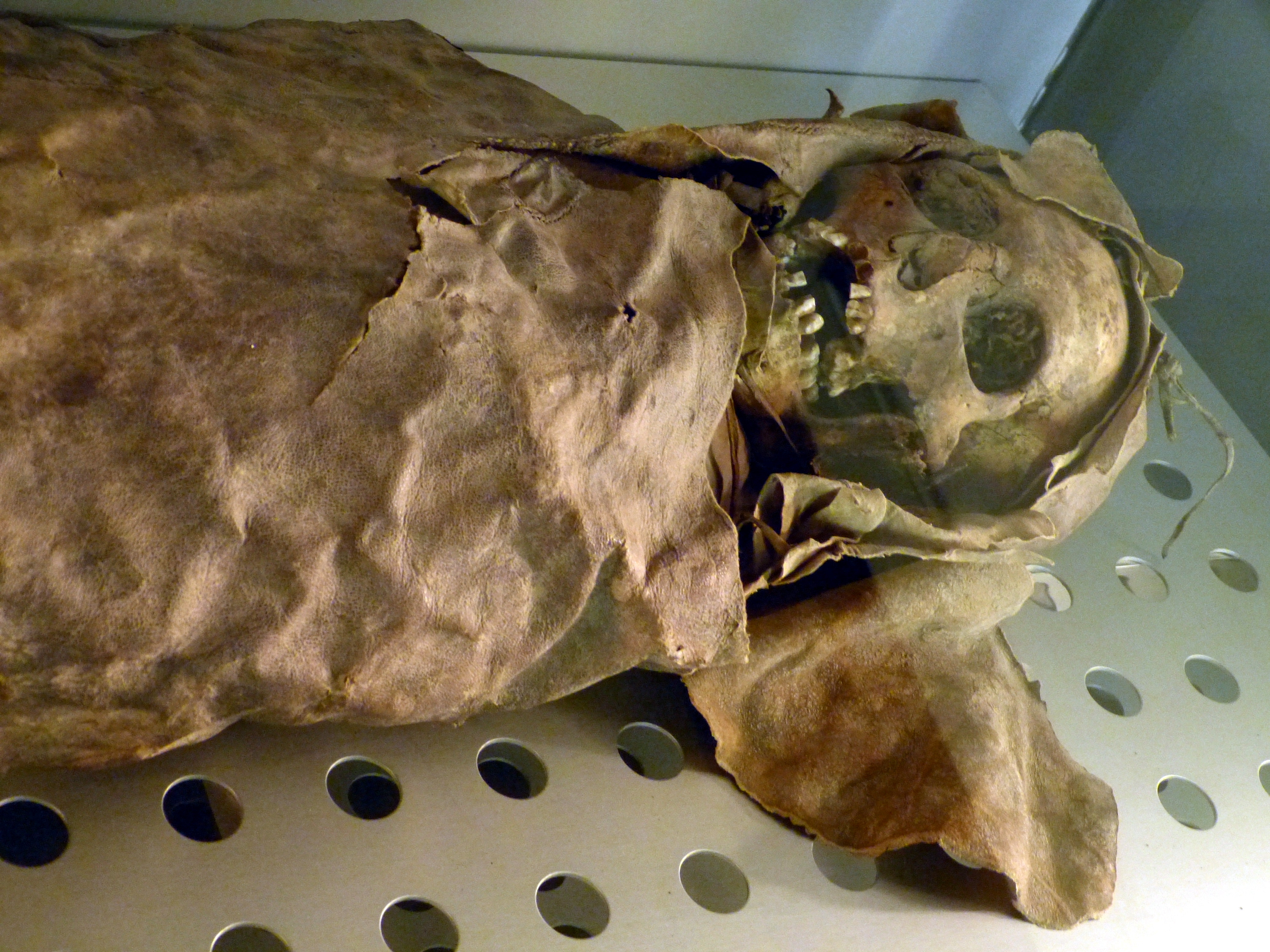
женская мумия.

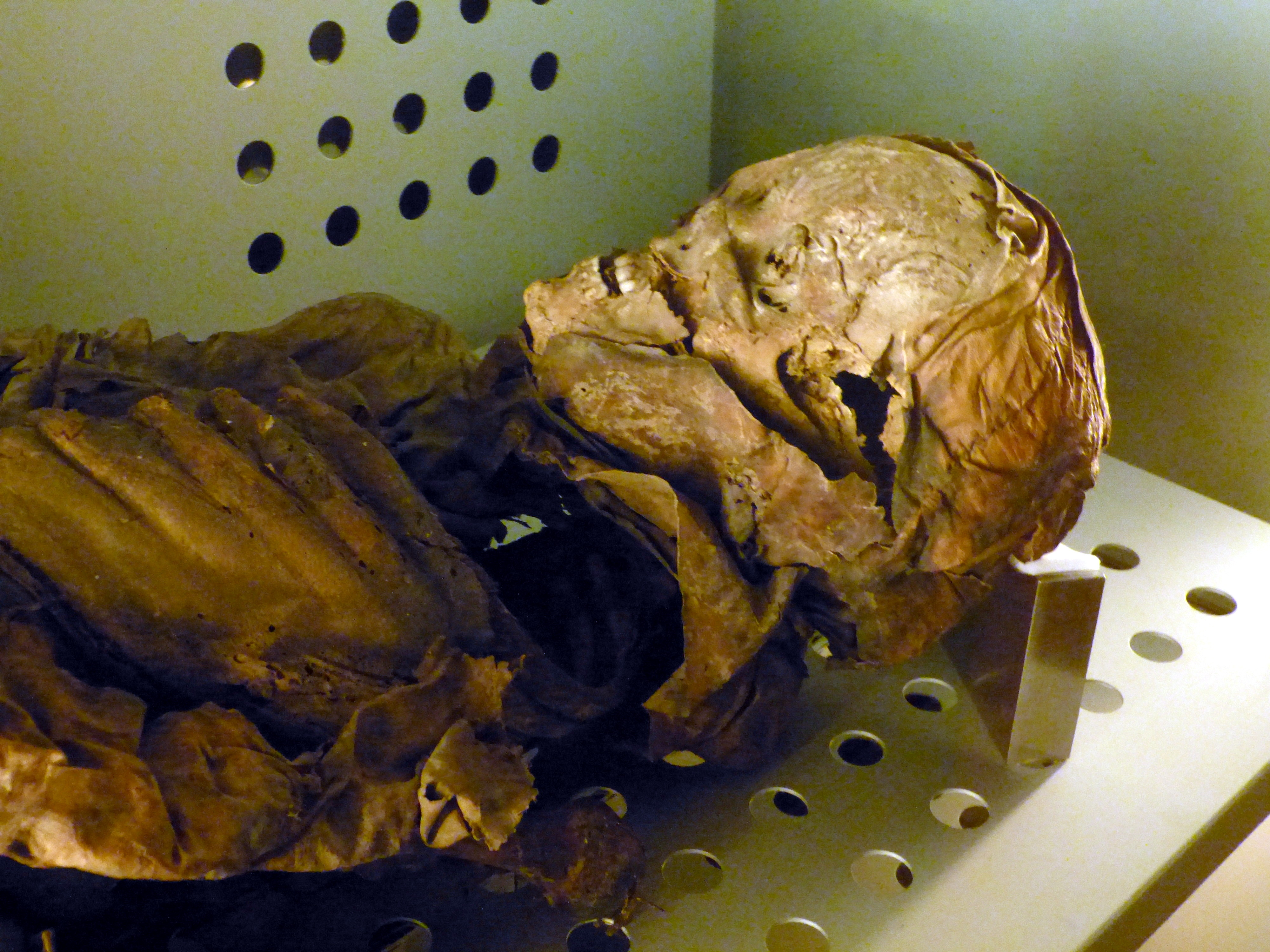
мужская мумия

Мумии гуанчей из Некочеа — две мумии гуанчей (древних аборигенов Канарских островов).
До 2003 года мумии находились в Музее естественных наук в Некочеа (Аргентина), в честь которого они названы. В том же году останки были репатриированы в Тенерифе, место их происхождения.
Экспонат представляет собой мумии двух человек, женщины и мужчины. Женщине на момент смерти было от 20 до 24 лет, её похоронили в специальном саване. Мужчине было от 25 до 29 лет, он похоронен в необычной позе: с согнутыми ногами с пятками выше ягодиц. Оба завернуты в саваны из свиной кожи. По мнению экспертов, мумии датируются до девятого века.
Они были частью коллекции частного музея Такоронте. В девятнадцатом веке, он был продан в Музей Ла-Платы в Аргентине. Позже они были переданы в город Некочеа, пока в 2003 году не были возвращены на Тенерифе. Это было первое возвращение мумифицированных человеческих останков из Америка в Европа в истории археологии.
В настоящее время они представлены в Музей природы и человека из Санта-Крус-де-Тенерифе.